# Konstal 106Na
Konstal 106Na je typ tramvaje vyráběné v letech 1991–1992 v podniku Konstal v polském Chořově. 106Na vychází ze svého předchůdce, tramvaje 106N. Oproti 106N byla odstraněna porucha tyristorové výzbroje a byl změněn vzhled vozové skříně. Celkem bylo vyrobeno osm tramvají typu 106Na, ale pouze čtyři našly kupce.

## Konstrukce
Tramvaj 106Na vychází z konstrukci typu 105Na a 106N ze 80. let 20. století. Jde o jednosměrný čtyřnápravový motorový tramvajový vůz se čtyřmi dveřmi. Vozy jsou vybaveny elektrickou tyristorovou výzbrojí projektu Ústavu elektrotechnického inženýrství. Nová výkonná elektronika umožňuje plynulejší a hlavně hospodárnější provoz tramvajových vozů. Kabina řidiče byla rovněž upravena, byl modernizován ovládací pult. Oproti typu 105Na design vozu zůstal zachován.
Podlaha se v tramvaji 106Na nachází ve výšce 910 mm nad temenem kolejnice. Laminátové sedačky jsou v interiéru rozmístěny systémem 1+1. Řidičova kabina je uzavřená a oddělená od salónu pro cestující. Vozová skříň je usazena na dvou dvounápravových podvozcích, přičemž všechny nápravy jsou hnací. Každou nápravu pohání jeden trakční motor LTa-220 s výkonem 41,5 kW. Proud je z trolejového vedení odebírán pantografem. Tramvaje tohoto typu nejsou určeny pro rozchod koleje menší než 1435 mm.

## Dodávky tramvají
V letech 1991–1992 bylo vyrobeno 8 vozů.
| Současný stát | Město   | Článek | Typ   | Roky dodávek | Počet vozů | Evidenční čísla při dodání | Poznámky                 | Zdroj |
| ------------- | ------- | ------ | ----- | ------------ | ---------- | -------------------------- | ------------------------ | ----- |
| Polsko        | Konstal | –      | 106Na |              | 4          |                            | zůstaly majetkem výrobce |       |
| Polsko        | Štětín  | článek | 106Na | 1991         | 2          | 781–782                    |                          | [ 1 ] |
| Polsko        | Varšava | článek | 106Na | 1992         | 2          | 2008–2009                  |                          | [ 2 ] |

## Provoz tramvají

### Štětín
Vozy typu 106Na byly do Štětína dovezeny v roce 1991 (č. 781 a 782). Provoz vozu č. 781 byl ukončen roku 1999, následně byl využit jako zdroj náhradních dílů pro druhou tramvaj a poté byl sešrotován. Vůz č. 782 byl v roce 2001 vyřazen a měl být zachován jako historické vozidlo. K tomu ale nedošlo a odstrojená tramvaj byla sešrotována.